# Hugo von Chalon (Bischof)
Hugo von Chalon (* um 1260; †  21./22. Februar 1312 in Besançon) war von 1295 bis 1301 Bischof von Lüttich und von 1301 bis zu seinem Tode Erzbischof von Besançon.

## Leben
Hugo entstammte dem Haus Chalon, einer Seitenlinie des Hauses Burgund-Ivrea. Er war der Sohn von Johann von Chalon, Herr von Salins und dessen dritter Gemahlin Laure von Commercy († 1276). Der Basler Bischof Johann von Chalon-Arlay war sein Neffe. Hugo studierte in Paris und war Archidiakon in Laon. Nach dem Tode des Lütticher Bischofs Johann von Flandern kam es 1292 zu einer Doppelwahl durch das Domkapitel. Die beiden Elekten Wilhelm von Berthout und Guido von Avesnes versuchten die Bestätigung des Papstes zu erlangen. Verzögert durch eine zweijährige Sedisvakanz des Heiligen Stuhls, wies Papst Bonifatius VIII. beider Ansprüche zurück und ernannte am 12. Dezember 1295 Hugo von Chalon zum Bischof von Lüttich. Die Weihe erfolgte am 2. Januar 1296 durch Kardinalbischof Matthäus von Acquasparta, sein Einzug in Lüttich am 24. August. Während seines Episkopats wurde der kleine Beginenhof in Löwen gegründet und neue Stiftskapitel in Diest und Sittard errichtet. Als Hugo in Huy Münzen mit einem verminderten Wert prägen ließ, kam es zu Unruhen in der Bevölkerung. In Lüttich organisierten sich die Zünfte militärisch, auch in anderen Städten des Bistums bildeten sich bewaffnete Milizen. In dieser Zeit begann der als Guerre des Awans et des Warraoux bekannte, sich über 40 Jahre hinziehende Krieg zwischen zwei Adelsfamilien des Haspengaus. Hugo stellte sich auf die Seite der Waroux und belagerte die Burg der Herren von Awans, die kapitulieren mussten. Nach einem kurzen Frieden begannen die Kämpfe erneut, ohne dass der Bischof dies verhindern konnte. Hugo verlegte seine Residenz nach Huy, da es in Lüttich zu Konflikten zwischen dem Patriziat und der einfachen Bevölkerung kam. In der Folge kam es auch in Huy zu Unruhen und 1299 vertrieb das Volk das Patriziat, welches in Lüttich Zuflucht fand. Die Kämpfe weiteten sich aus, die aufständischen Städte wurden von den Grafen von Namur unterstützt, auf der Seite des Bischofs standen der Herzog von Brabant und der Graf von Loon. Das Domkapitel beschwerte sich beim Papst über den Bischof, der nach Rom zitiert und am 11. Dezember 1301 nach Besançon versetzt wurde. Hugo und sein Bruder Johann I. von Chalon-Arlay traten in den Kämpfen um die Freigrafschaft Burgund auf die Seite des französischen Königs Philipp des Schönen. Hugo nahm am Konzil von Vienne teil, wo er erkrankte und Anfang 1312 in Besançon starb.